# Alpheus
Alpheus är ett släkte av kräftdjur.
Alpheus ingår i familjen Alpheidae.

## Bildgalleri

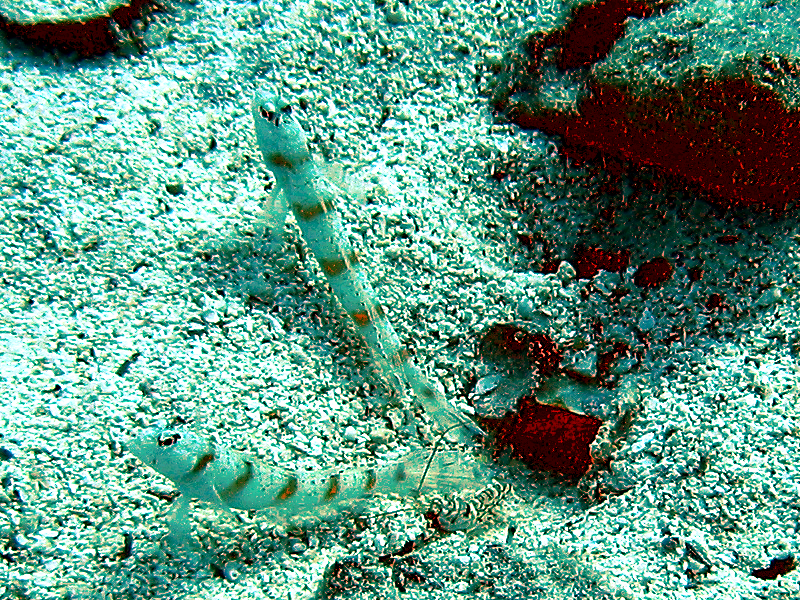

## Dottertaxa tillAlpheus, i alfabetisk ordning[1]
- Alpheus albatrossae
- Alpheus amblyonyx
- Alpheus amirantei
- Alpheus angulosus
- Alpheus armatus
- Alpheus armillatus
- Alpheus avarus
- Alpheus bahamensis
- Alpheus barbara
- Alpheus beanii
- Alpheus belli
- Alpheus bellimanus
- Alpheus bisincisus
- Alpheus bouvieri
- Alpheus brachymerus
- Alpheus brevicristatus
- Alpheus brevipes
- Alpheus bucephalus
- Alpheus californiensis
- Alpheus candei
- Alpheus clamator
- Alpheus clypeatus
- Alpheus coetivensis
- Alpheus collumianus
- Alpheus cristulifrons
- Alpheus crockeri
- Alpheus cylindricus
- Alpheus deuteropus
- Alpheus diadema
- Alpheus digitalis
- Alpheus dolerus
- Alpheus edwardsii
- Alpheus estuariensis
- Alpheus euphrosyne
- Alpheus floridanus
- Alpheus formosus
- Alpheus glaber
- Alpheus gracilipes
- Alpheus gracilis
- Alpheus hailstonei
- Alpheus heeia
- Alpheus heterochaelis
- Alpheus hoplocheles
- Alpheus intrinsecus
- Alpheus japonicus
- Alpheus lanceloti
- Alpheus lanceostylus
- Alpheus latipes
- Alpheus leptochirus
- Alpheus lobidens
- Alpheus lottini
- Alpheus mackayi
- Alpheus macrocheles
- Alpheus malleator
- Alpheus normanni
- Alpheus nuttingi
- Alpheus oahuensis
- Alpheus pacificus
- Alpheus paracrinitus
- Alpheus paradentipes
- Alpheus paralcyone
- Alpheus parvirostris
- Alpheus peasei
- Alpheus percyi
- Alpheus platyunguiculatus
- Alpheus pseudopugnax
- Alpheus pugnax
- Alpheus rapacida
- Alpheus rapax
- Alpheus rathbunae
- Alpheus ridleyi
- Alpheus schmitti
- Alpheus simus
- Alpheus spongiarum
- Alpheus stephensoni
- Alpheus strenuus
- Alpheus sublucanus
- Alpheus thomasi
- Alpheus websteri
- Alpheus verrilli
- Alpheus viridari